# Something's Coming (West Side Story)
Something's Coming è una canzone del musical del 1957 West Side Story. È stato composto da Leonard Bernstein con testi di Stephen Sondheim ed è cantato come solista dal protagonista maschile e tenore "Tony". La parte di Tony è stata interpretata da Larry Kert nella produzione originale di Broadway e da Richard Beymer (doppiato da Jimmy Bryant) nel film del 1961.

## Produzione
Nel suo scritto Leonard Bernstein, Humphrey Burton ha spiegato:
Bernstein riferì così sul cambiamento dell'ultimo minuto:

## In sintesi
BBC.com explains:

## Composizione
BBC.com spiega "La canzone si apre e si chiude in re maggiore. Si modula in do maggiore per due sezioni contrastanti della canzone ... La canzone si apre con una figura di accompagnamento sincopata in tempo di 34. Si sente un motivo ripetuto simile dappertutto. Le altezze cambiano per adattarsi all'armonia. L'accompagnamento rimane in sottofondo per tutto il tempo in modo che il cantante si possa ascoltare chiaramente. L'accompagnamento di apertura è suonato da clarinetti (compreso il basso), archi pizzicato, batteria (rullante e hi-hat, suonato con le spazzole metalliche)". Il sito ha anche notato che "la stessa battuta di accompagnamento viene ripetuta più volte ... [poiché] questo dà tempo agli attori di muoversi sul palco ed è un dispositivo spesso utilizzato nei musical. Ha notato che la canzone si alterna tra 24 e 34 in chiave, l'impostazione della parola è per lo più sillabica (una parola per una sillaba) e che la canzone include molti esempi di terzine. Spiega anche che "Something's Coming non segue una struttura di canzone standard come la strofa e coro. Invece è tenuto insieme da tre idee o temi che si ascoltano durante la canzone e si presentano in modi diversi." Il primo tema ha un "tritono tra la nota di do basso e il fa diesis nella linea vocale. Il fa diesis si risolve in un sol", il secondo ha "note ripetute declamatorie e l'uso di accenti" e il terzo ha "lunghe note sostenute, frasi legate e intervalli crescenti".

## Accoglienza della critica
Chichester.col.uk ha notato che la canzone ha lo scopo di "catturare ... un senso di speranza". AllMusic ha scritto della versione jazz del Premio Oscar Peterson Trio della canzone "Something's Coming sembra una serie di vignette, che cambia costantemente il suo umore, come se si spostasse da una scena all'altra".

### Uso negli esami
Nel 2008 la commissione d'esame di inglese Edexcel ha aggiunto "Something's Coming" al proprio programma Music GCSE ed è ora utilizzato come una delle 12 impostazioni di lavoro trattate nel corso, sotto la "20th Century Music".

## Registrazioni selezionate
- Larry Kert - on the Broadway cast album (1957)
- Jimmy Bryant - on the film soundtrack album (1961)
- Sammy Davis Jr. - on the album Sammy Davis Jr. Belts the Best of Broadway (1962)
- Vic Damone - on the album On the Street Where You Live (1964)[11]
- Johnny Mathis - on the album The Shadow of Your Smile (1966)
- Shirley Bassey - on the album 	12 of Those Songs (1968)[12]
- Yes - non-album single (1972)
- Todd Rundgren's Utopia - on the album Another Live (1975)
- Barbra Streisand - on the albums The Broadway Album (1985) and One Voice (1987)
- nt - on the album For One to Love (2015)